# Giant Killer (indicatif)
GIANT KILLER est un indicatif d'appel du contrôle de la circulation aérienne (ATC) utilisé dans certaines régions des États-Unis (CONUS). L'indicatif d'appel est principalement administré par la marine américaine pour les opérations militaires sur la côte est.
L’indicatif d’appel est utilisé par les contrôleurs aériens militaires responsables des opérations aériennes dans l’espace aérien militaire restreint ou pour diriger des aéronefs militaires en transit dans l’espace aérien civil. L'indicatif d'appel est généralement publié dans des NOTAM désignant un espace aérien restreint réservé aux opérations militaires ou aux exercices de combat dans lesquels les règles d'exploitation de l'espace aérien normales ne s'appliquent pas. Avant l’introduction de l’indicatif d’appel, il n’existait pas de méthodes d’identification normalisées pour les contrôleurs militaires titulaires d’une autorisation d’exploitation sur une partie spécifique de l’espace aérien. 
Pour réduire la confusion et assurer des procédures de communication d'urgence normalisées entre les différentes branches de l'armée américaine, l'indicatif d'appel GIANT KILLER est utilisé pour désigner l'autorité de contrôle d'une section de l'espace aérien militaire dédiée à l'entraînement ou aux opérations de combat aux États-Unis. Dans certaines circonstances, des indicatifs d’appel tels que GIANT KILLER peuvent être utilisés pendant une situation d’urgence nationale lorsqu'un contrôleur spécifique a été affecté à une partie de l’espace aérien. C’est le cas le 11 septembre 2001, lorsque des membres de la Marine américaine ont utilisé l’indicatif d’appel pour diriger trois F-16 de la base aérienne de Langley à la région de la capitale à des fins de défense aérienne. Il est possible qu'un contrôleur spécifique utilise plusieurs indicatifs d'appel, dont GIANT KILLER. Pour plus de clarté, le nom est toujours écrit en lettres majuscules avec un espace entre les mots.

## Origines
L’armée américaine utilise couramment des paires de mots qui ne sonnent pas sur le plan phonétique comme des indicatifs d’appel. Cela réduit les risques de confusion lors de la transmission de messages critiques. La plupart des installations de contrôle de la circulation aérienne militaire utilisant l'indicatif d'appel GIANT KILLER maintiennent des communications directes avec les escadrons opérationnels; la partie "tueur" de l'indicatif d'appel peut être plus qu'une coïncidence.

## Considérations de sécurité pour l'aviation générale
L'un des principaux problèmes de sécurité des planificateurs d'exercices de combat militaires est la possibilité qu'un avion de l'aviation générale pénètre par erreur dans un espace aérien réglementé alors qu'un exercice d'entraînement au combat est en cours. Des mesures de sécurité supplémentaires sont prises lorsque des drones sont utilisés lors de manœuvres. Pendant de telles périodes, il n'est pas rare que les forces armées publient un NOTAM spécifique sur la sécurité via la Federal Aviation Administration. Ces NOTAM indiquent généralement que tout aéronef se trouvant à proximité d'un espace aérien réglementé doit contacter GIANT KILLER à une fréquence spécifique si un pilote est impliqué dans une situation proche des coordonnées spécifiées. Certains drones ciblés ont une signature radar comparable à celle de nombreux aéronefs monomoteurs couramment utilisés dans le secteur de l'aviation générale. L'utilisation d'un indicatif d'appel commun, tel que GIANT KILLER, réduit le temps nécessaire pour clarifier l'origine des messages de sécurité critiques.